# Liste der Naturdenkmäler im Landkreis Garmisch-Partenkirchen
In der Liste der Naturdenkmäler im Landkreis Garmisch-Partenkirchen sind die Naturdenkmäler in den Gemeinden des Landkreises Garmisch-Partenkirchen in Bayern aufgeführt. Nach Art. 51 Abs. 1 Nr. 4 BayNatschG ist das Landratsamt des Landkreises Garmisch-Partenkirchen für den Erlass von Rechtsverordnungen über Naturdenkmäler (§ 28 BNatSchG) zuständig.
Im Landkreis Garmisch-Partenkirchen sind 26 Naturdenkmäler bekannt. Dies ist eine vergleichsweise niedrige Zahl, sowohl im Vergleich mit anderen Landkreisen als auch mit der Anzahl der Geotope im Landkreis. Besonders auffällig ist die geringe Anzahl der geschützten Einzelbäume.
Eine Liste der 11 flächenhaften Naturdenkmäler (Stand: 2002, ohne Einzelbäume und Findlinge) ist im Arten- und Biotopschutzprogramm Bayern enthalten.
Derzeit sind keine Naturdenkmäler bekannt aus der Marktgemeinde Murnau am Staffelsee, den Gemeinden Grainau, Oberammergau, Oberau, den Verwaltungsgemeinschaften Seehausen am Staffelsee (mit den Gemeinden Riegsee, Seehausen am Staffelsee und Spatzenhausen) und Unterammergau (mit Ettal und Unterammergau) sowie dem gemeindefreien Gebiet Ettaler Forst. 

## Bad Kohlgrub
Im Bereich der Gemeinde Bad Kohlgrub ist nur ein Naturdenkmal bekannt.
| Name                     | Bild | Kennung  | Einzelheiten | Position | Fläche Hektar | Datum |
| ------------------------ | ---- | -------- | --- | -------- | ------------- | ----- |
| Dorflinde                |      | ND-00527 | Bad Kohlgrub Dorflinde an der Hauptstraße auf Fl.Nr.: 17 1/2. Eine über 300 Jahre alte Winterlinde (Tilia cordata) im Ortszentrum, zwischen Hauptstraße 19 und 23 | ⊙        |               |       |
| Legende für Naturdenkmal |      |          | |          |               |       |

## Farchant
Im Bereich der Gemeinde Farchant ist nur ein Naturdenkmal bekannt.
| Name                                 | Bild | Kennung  | Einzelheiten | Position | Fläche Hektar | Datum         |
| ------------------------------------ | ---- | -------- | --- | -------- | ------------- | ------------- |
| Schanzenanlage nördlich von Farchant |      | ND-00372 | Farchant Flächenhaftes Naturdenkmal: Schanze nördlich von Farchant auf Fl.Nr.: 1329, 1382, 1383, 1414 und 1417. Magerrasen, nördlich des Ortes, vom westlichen bis zum östlichen Berghang quer durchs Loisachtal, etwa 1,6 km lang, Bodendenkmal, siehe Liste der Bodendenkmäler in Farchant | ⊙        | 2,65          | 20. Nov. 1990 |
| Legende für Naturdenkmal             |      |          | |          |               |               |

## Garmisch-Partenkirchen
Im Bereich der Marktgemeinde Garmisch-Partenkirchen sind zwei Naturdenkmäler bekannt.
| Name                                           | Bild | Kennung | Einzelheiten | Position | Fläche Hektar | Datum         |
| ---------------------------------------------- | ---- | ------- | --- | -------- | ------------- | ------------- |
| Partnachklamm                                  |      |         | Garmisch-Partenkirchen Flächenhaftes Naturdenkmal. Bachschlucht, Geotop Nr. 180R002, siehe auch Liste der Geotope im Landkreis Garmisch-Partenkirchen                                   | ⊙        | 8,48          | 31. Okt. 1953 |
| Mittlere und östliche Doline auf dem sog. Esel | BW   |         | Garmisch-Partenkirchen Bewaldete Dolinen nördlich des Ortsteils Breitenau, im Standortübungsplatz, Geotop Nr. 180R005, siehe auch Liste der Geotope im Landkreis Garmisch-Partenkirchen | ⊙        |               | 25. Apr. 1961 |
| Legende für Naturdenkmal                       |      |         | |          |               |               |

## Krün
Im Bereich der Gemeinde Krün ist nur ein Naturdenkmal bekannt.
| Name                     | Bild | Kennung  | Einzelheiten                                                 | Position | Fläche Hektar | Datum |
| ------------------------ | ---- | -------- | ------------------------------------------------------------ | -------- | ------------- | ----- |
| Linde                    | BW   | ND-00369 | Krün Linde bei der Kapelle in Klais im Zentrum des Ortsteils | ⊙        |               |       |
| Legende für Naturdenkmal |      |          |                                                              |          |               |       |

## Mittenwald
Im Bereich der Marktgemeinde Mittenwald sind vier Naturdenkmäler bekannt.
| Name                                        | Bild | Kennung | Einzelheiten | Position | Fläche Hektar | Datum         |
| ------------------------------------------- | ---- | ------- | --- | -------- | ------------- | ------------- |
| Hochmoor in den Buckelwiesen bei Mittenwald | BW   |         | Mittenwald Flächenhaftes Naturdenkmal. Hochmoor, ca. 3,5 km nördlich des Ortszentrums, östlich der Eisenbahn | ⊙        | 0,60          | 12. Aug. 1982 |
| Findling im Oberen Bockreut                 | BW   |         | Mittenwald Findling, etwa 2,6 km nördlich des Ortszentrums, östlich der Eisenbahn, Geotop Nr. 180R051, siehe auch Liste der Geotope im Landkreis Garmisch-Partenkirchen                                                  | ⊙        |               |               |
| Findling Kratzenstein                       | BW   |         | Mittenwald Findling, am Kratzenköpfl, etwa 1,5 km westlich des Ortszentrums, Geotop Nr. 180R048, siehe auch Liste der Geotope im Landkreis Garmisch-Partenkirchen                                                        | ⊙        |               |               |
| Gletscherschliff südwestlich von Mittenwald | BW   |         | Mittenwald Gletscherschliff, etwa 1,9 km südlich des Ortszentrums, südlich der Leutaschklamm, beim Wirtshaus „Am Gletscherschliff“, Geotop Nr. 180R008, siehe auch Liste der Geotope im Landkreis Garmisch-Partenkirchen | ⊙        |               | 6. Nov. 1963  |
| Legende für Naturdenkmal                    |      |         | |          |               |               |

## Verwaltungsgemeinschaft Ohlstadt
Im Bereich der Verwaltungsgemeinschaft Ohlstadt mit den Gemeinden Eschenlohe, Großweil, Ohlstadt und Schwaigen sind sieben Naturdenkmäler bekannt.
| Name                                            | Bild | Kennung  | Einzelheiten | Position | Fläche Hektar | Datum         |
| ----------------------------------------------- | ---- | -------- | --- | -------- | ------------- | ------------- |
| Schulhauslinde                                  |      | ND-00531 | Eschenlohe Sommerlinde in Eschenlohe auf Fl.Nr.: 558/2. – Eine etwa 400–500 Jahre alte Sommerlinde (Tilia platyphyllos) an der Murnauer Straße, gegenüber der Grundschule am Rand der Wiese, das ist etwa 100 m östlich des Bahnhofs                                                                                  | ⊙        |               |               |
| Linde                                           |      | ND-00522 | Ohlstadt Eine 1668 gepflanzte, hohle Sommerlinde (Tilia platyphyllos) nördlich des Ortes, zwischen Fieberkircherl und Hatzenbichl, bei einem Bildstock („Teufelssäule“) | ⊙        |               |               |
| Kiesrücken im Ostermoos nördlich Ohlstadt       |      | ND-00523 | Ohlstadt Flächenhaftes Naturdenkmal. Meist Ostermoosbichl genannt, späteiszeitliche Kiesrücken (Kames) mit artenreichen Kalkmagerrasen, etwa 2,2 km nördlich des Ortszentrums, bzw. etwa 1 km westlich des Gestüts Schwaiganger, Geotop Nr. 180R014, siehe auch Liste der Geotope im Landkreis Garmisch-Partenkirchen | ⊙        | 1,62          | 12. Aug. 1982 |
| 2 Toteiskessel am Hatzenbühl nördlich Ohlstadt  |      | ND-00524 | Ohlstadt Flächenhaftes Naturdenkmal. Meist Hatzenbichl genannt, Toteislöcher, etwa 1,5 km nördlich des Ortszentrums, Geotop Nr. 180R004, siehe auch Liste der Geotope im Landkreis Garmisch-Partenkirchen | ⊙        | 1,69          | 12. Aug. 1982 |
| Felskegel mit Resten der ehem. Veste Schaumburg |      | ND-00525 | Ohlstadt Flächenhaftes Naturdenkmal. Bewaldeter Felskegel, etwa 1,3 km südöstlich des Ortszentrums, Bodendenkmal, siehe Liste der Bodendenkmäler in Ohlstadt | ⊙        | 5,61          | 23. Aug. 1961 |
| Eiche                                           |      | ND-00532 | Schwaigen Eiche in Grafenaschau in der Nähe des Ziegelhäusl auf Fl.Nr.: 656. – Eine etwa 350 Jahre alte Stieleiche (Quercus robur) südlich außerhalb des Ortsteils Grafenaschau an der Schwaigener Straße | ⊙        |               |               |
| Fichte                                          | BW   | ND-00530 | Schwaigen Fichte an der Straße von Schwaigen nach Aschau auf Fl.Nr.: 526. – Eine Fichte (Picea abies), 2,5 km südöstlich des Ortsteils Grafenaschau, Waldrand bei der Lichtung „Waldfleck“, westlich des Langen Köchels.                                                                                              | ⊙        |               |               |
| Legende für Naturdenkmal                        |      |          | |          |               |               |

## Verwaltungsgemeinschaft Saulgrub
Im Bereich der Verwaltungsgemeinschaft Saulgrub mit den Gemeinden Bad Bayersoien und Saulgrub sind zwei Naturdenkmäler bekannt.
Die als Naturdenkmal geschützten Schleierfälle werden vom Landesamt für Umwelt als Geotop Nr. 190R046 in der Gemeinde Bad Bayersoien geführt, liegen jedoch in der Nachbargemeinde Wildsteig im Landkreis Weilheim-Schongau. Siehe die Liste der Geotope im Landkreis Garmisch-Partenkirchen und die Liste der Naturdenkmäler im Landkreis Weilheim-Schongau.
| Name                     | Bild | Kennung  | Einzelheiten | Position | Fläche Hektar | Datum |
| ------------------------ | ---- | -------- | --- | -------- | ------------- | ----- |
| Linde                    |      | ND-00528 | Bad Bayersoien Winterlinde im Ortsteil Kirmesau auf Fl.Nr.: 829. – Eine etwa 200 Jahre alte Sommerlinde (Tilia platyphyllos) oder Winterlinde (Tilia cordata) beim Gehöft Kirmesau 95.                                 | ⊙        |               |       |
| Findling                 |      | ND-00529 | Bad Bayersoien Irrblock südöstlich von Bad Bayersoien auf Fl.Nr.: 1225. – Findling südöstlich des Orts, nördlich der Dorfstraße, Geotop Nr. 180R001, siehe auch Liste der Geotope im Landkreis Garmisch-Partenkirchen. | ⊙        |               |       |
| Legende für Naturdenkmal |      |          | |          |               |       |

## Uffing am Staffelsee
Im Bereich der Gemeinde Uffing am Staffelsee sind sechs Naturdenkmäler bekannt. Hinzu kommt möglicherweise eine Esche (Fraxinus excelsior) an der Kirchtalstraße.
| Name                         | Bild | Kennung | Einzelheiten | Position | Fläche Hektar | Datum         |
| ---------------------------- | ---- | ------- | --- | -------- | ------------- | ------------- |
| (Laubbaum)                   | BW   |         | Uffing am Staffelsee Unbekannte(r) Laubbaum oder -bäume am südwestlichen Rand des Ortsteils Kalkofen, 6 km westlich des Hauptortes                                                 | ⊙        |               |               |
| (Flächenhaftes Naturdenkmal) | BW   |         | Uffing am Staffelsee Flächenhaftes Naturdenkmal. Etwa 1,8 km südwestlich des Ortszentrums, in der Flur „Wasserfurche“                                                              | ⊙        |               |               |
| (Flächenhaftes Naturdenkmal) | BW   |         | Uffing am Staffelsee Flächenhaftes Naturdenkmal. Etwa 2 km südwestlich des Ortszentrums, südlich der Flur „Wasserfurche“                                                           | ⊙        |               |               |
| (Flächenhaftes Naturdenkmal) | BW   |         | Uffing am Staffelsee Flächenhaftes Naturdenkmal. Etwa 3 km südwestlich des Ortszentrums, am Ufer des Staffelsees östlich von Obernach                                              | ⊙        |               |               |
| (Flächenhaftes Naturdenkmal) | BW   |         | Uffing am Staffelsee Flächenhaftes Naturdenkmal. Etwa 3,8 km südwestlich des Ortszentrums, am nördlichen Ufer der Ach westlich von Obernach                                        | ⊙        |               |               |
| Flachmoor beim Lindenbichl   | BW   |         | Uffing am Staffelsee Flächenhaftes Naturdenkmal. Etwa 2,7 km südlich des Ortszentrums, an der Südspitze der in den Staffelsee hineinragenden Halbinsel, südlich des Campingplatzes | ⊙        | 0,64          | 12. Aug. 1982 |
| Legende für Naturdenkmal     |      |         | |          |               |               |

## Wallgau
Im Bereich der Gemeinde Wallgau sind zwei Naturdenkmäler bekannt.
| Name                                                 | Bild | Kennung  | Einzelheiten | Position | Fläche Hektar | Datum         |
| ---------------------------------------------------- | ---- | -------- | --- | -------- | ------------- | ------------- |
| Doline südwestlich von Wallgau                       | BW   | ND-00371 | Wallgau Doline, zwischen der Ortschaft und dem Barmsee, | ⊙        |               | 15. Feb. 1990 |
| Absenkungsbecken mit Dolinen südwestlich von Wallgau | BW   | ND-00370 | Wallgau Flächenhaftes Naturdenkmal. Dolinenfeld, zwischen der Ortschaft und dem Barmsee, Geotop Nr. 180R006, „Dolinenfeld WNW von Krün“, siehe auch Liste der Geotope im Landkreis Garmisch-Partenkirchen | ⊙        | 0,63          | 12. Aug. 1982 |
| Legende für Naturdenkmal                             |      |          | |          |               |               |